# Aspidoscelis sackii
Aspidoscelis sackii là một loài thằn lằn trong họ Teiidae. Loài này được Wiegmann mô tả khoa học đầu tiên năm 1834.